# Broadway (théâtres)
Pour les autres acceptions de « Broadway », voir Broadway (homonymie).
Broadway (Broadway theatre en anglais) est un terme désignant collectivement la quarantaine de grands théâtres de 500 sièges ou plus situés dans le quartier des théâtres, près de Times Square à New York,, et par extension un standard de qualité dans le domaine théâtral anglophone.
Il tire son nom de Broadway, l'une des principales avenues parcourant du nord au sud l'arrondissement de Manhattan et le long de laquelle la majorité des grands théâtres populaires de New York étaient situés au tournant du XXe siècle,. La section de l'avenue qui borde le quartier des théâtres est appelée « Great White Way ». Depuis lors, nombre d'entre eux ont déménagé dans les rues avoisinantes mais l'appellation sert à tel point de référence que les théâtres de New York (qu'ils soient ou non situés sur l'avenue en question) sont classés « Broadway », « Off-Broadway » ou « Off-Off-Broadway », selon leur capacité et la qualité qui leur est reconnue.
Ils attirent chaque année des millions de touristes du monde entier : le nombre total de spectateurs est estimé à 12,3 millions en 2023, dont seulement 35% sont new-yorkais. Le théâtre de Broadway est la forme de théâtre professionnel la plus connue du public américain, symbolisant l'excellence dans le domaine grâce à des productions dotées de distributions prestigieuses et de mises en scène élaborées.
La plupart des spectacles de Broadway sont des comédies musicales. Pour l'auteur Martin Shefter (en), « les comédies musicales de Broadway, qui culminent avec les productions de Rodgers et Hammerstein, sont devenues des formes extrêmement influentes de la culture populaire américaine » et ont contribué à faire de la ville de New York la capitale culturelle du monde.

## Théâtres

### Actifs
Liste des théâtres actuels de Broadway (en date du 3 décembre 2018) :
- Al Hirschfeld Theatre
- Ambassador Theatre
- American Airlines Theatre
- August Wilson Theatre
- Belasco Theatre
- Bernard B. Jacobs Theatre
- Booth Theatre
- Broadhurst Theatre
- Broadway Theatre
- Circle in the Square Theatre
- Cort Theatre
- Ethel Barrymore Theatre
- Eugene O'Neill Theatre
- Gerald Schoenfeld Theatre
- Gershwin Theatre
- Helen Hayes Theatre
- Imperial Theatre
- John Golden Theatre
- Lena Horne Theatre
- Longacre Theatre
- Lunt-Fontanne Theatre
- Lyceum Theatre
- Lyric Theatre
- Majestic Theatre
- Marquis Theatre
- Minskoff Theatre
- Music Box Theatre
- Nederlander Theatre
- Neil Simon Theatre
- New Amsterdam Theatre
- Palace Theatre
- Richard Rodgers Theatre
- Samuel J. Friedman Theatre
- Shubert Theatre
- Stephen Sondheim Theatre
- St. James Theatre
- Studio 54
- Vivian Beaumont Theatre (en)
- Walter Kerr Theatre
- Winter Garden Theatre

### Disparus
- 22 steps
- 44th Street Theatre
- 48th Street Theatre
- 49th Street Theatre
- 52nd Street Theatre
- Adelphi Theatre
- Apollo Theatre (42e rue)
- Astor Theatre
- Avon Theatre
- Bandbox Theatre
- Belmont Theatre
- Berkeley Lyceum Theatre
- Bijou Theatre
- Booth's Theatre
- Broadway Theatre (41e rue)
- Casino Theatre
- Center Theatre
- Central Theatre
- Century Theatre (46e Rue)
- Century Theatre (62e Rue)
- Charles Hopkins Theatre
- Circle Theatre
- Colonial Theatre
- Comedy Theatre
- Criterion Theatre
- Daly's Theatre (30e Rue)
- Daly's 63rd Street Theatre
- Earl Carroll Theatre
- Empire Theatre
- Fifth Avenue Theatre
- Fulton Theatre
- Gaiety Theatre
- Garden Theatre
- Garrick Theatre
- Herald Square Theatre
- Hippodrome Theatre
- International Theatre
- Jardin de Paris
- Klaw Theatre
- Knickerbocker Theatre
- Latin Quarter
- Lincoln Square Theatre
- Lyceum Theatre (4e ave.)
- Lyric Theatre (1903)
- Majestic Theatre (Columbus Circle)
- Manhattan Theatre (33e Rue)
- Maxine Elliott's Theatre
- Mayfair Theatre (44e Rue)
- Mayfair Theatre (46e Rue)
- Metropolitan Opera House
- Morosco Theatre
- New Century Theatre
- New Theatre Comique
- New York Theatre (44e Rue)
- Nora Bayes Theatre
- Olympia Theatre
- Palmer's Theatre
- Park Theatre (Park Row)
- Playhouse Theatre
- Playhouse Theatre (6e ave.)
- President Theatre
- Princess Theatre
- Proctor's Theatre
- Rialto Theatre
- Sam H. Harris Theatre
- Savoy Theatre
- Star Theatre
- Theatre Comique
- Theatre on Nassau Street
- 39th Street Theatre
- Vanderbilt Theatre
- Victoria Theatre
- Waldorf Theatre
- Wallack's Theatre
- Wallack's Lyceum Theatre
- Waverley Theatre
- Winter Garden Theatre (Jenny Lind Hall)
- Ziegfeld Theatre